# Landesarchiv Sachsen-Anhalt

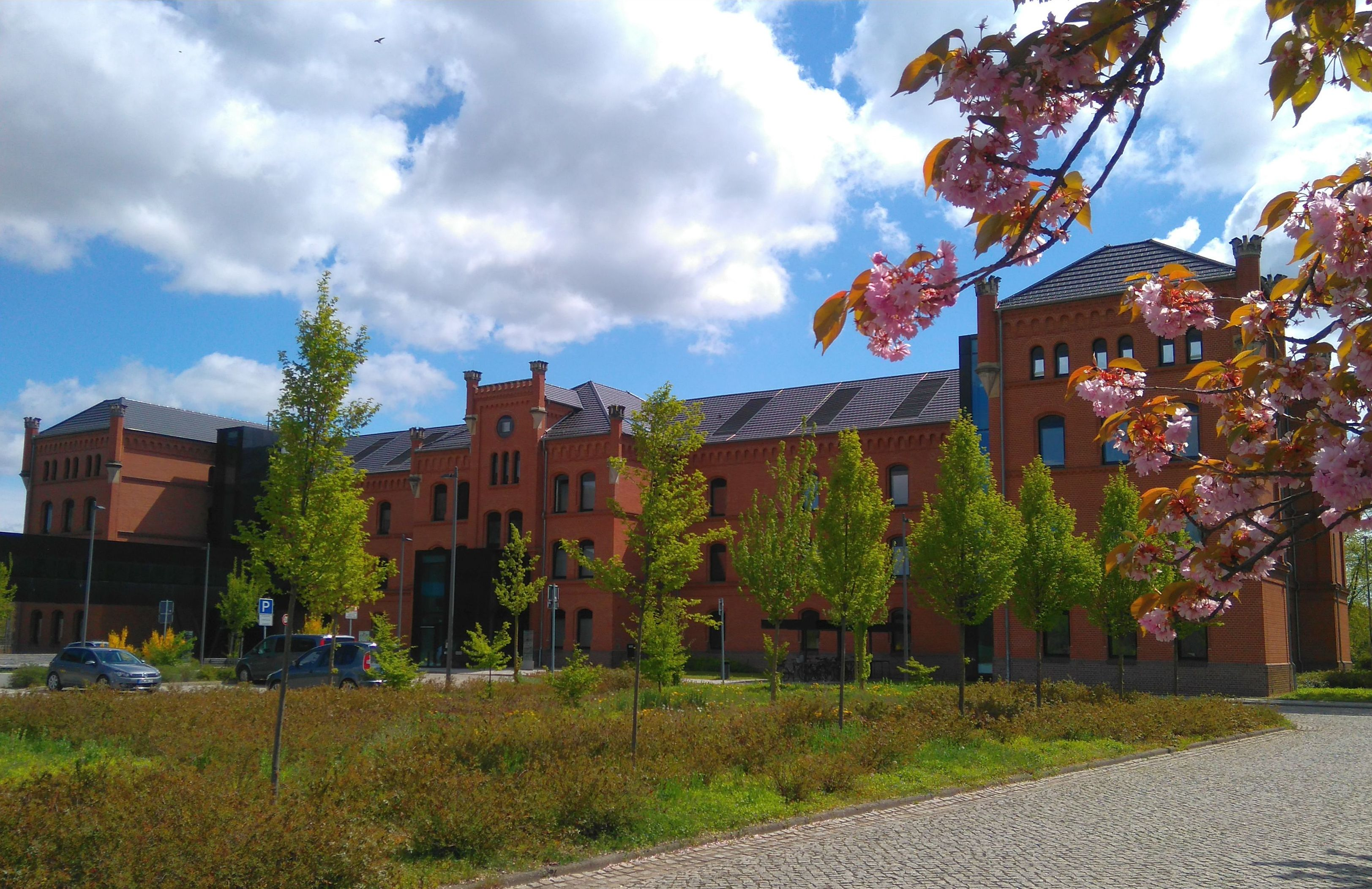
Abteilung Magdeburg

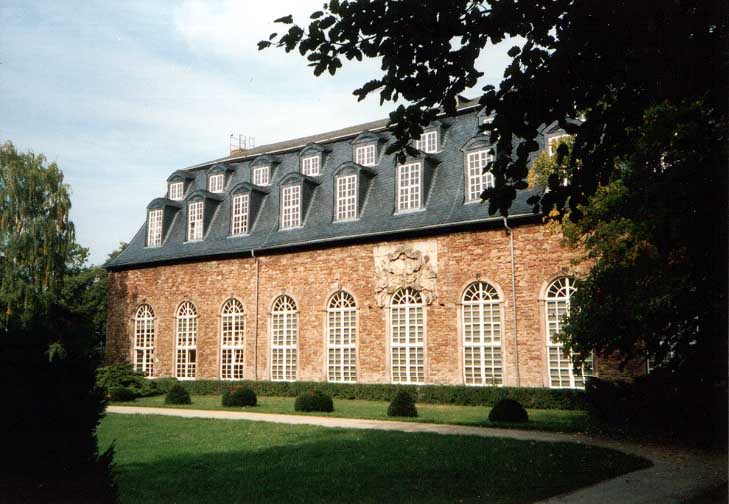
Standort Wernigerode

Das Landesarchiv Sachsen-Anhalt (LASA) ist das Ministerialarchiv des Landes Sachsen-Anhalt und das Archiv der ehemaligen Zentralbehörden der preußischen Provinz Sachsen und des Freistaates Anhalt und deren Vorgängerterritorien ab dem 10. Jahrhundert. Als eines der größten deutschen Staatsarchive verwahrt es an vier Standorten rund 64 laufende Regalkilometer Urkunden, Amtsbücher, Akten, Zeichnungen, Karten und Risse sowie elektronische und andere Datenträger aus elf Jahrhunderten deutscher Geschichte. Die Grundlage der Tätigkeit des Landesarchivs Sachsen-Anhalt bildet das Landesarchivgesetz vom 28. Juni 1995 (letzte Änderung vom 18. Februar 2020).

## Aufbau
Das Landesarchiv Sachsen-Anhalt untergliedert sich wie folgt:
Abteilung Zentrale DiensteBrückstr. 2, 39114 Magdeburg
Abteilung MagdeburgBrückstr. 2, 39114 Magdeburg
Abteilung Magdeburg, Standort WernigerodeLindenallee 21 (Orangerie), 38855 Wernigerode
Abteilung MerseburgKönig-Heinrich-Str. 83, 06217 Merseburg
Abteilung DessauHeidestraße 21 (Alter Wasserturm), 06842 Dessau-Roßlau

## Geschichte
Die Vorgängerbehörde der Abteilung Magdeburg und indirekt der Abteilung Merseburg – deren ältere Bestände befanden sich bis 1993 in Magdeburg – war das Staatsarchiv Magdeburg. Dieses wurde 1823 als Staatsarchiv der neugebildeten preußischen Provinz Sachsen eingerichtet. Im bis zum Ende des Zweiten Weltkrieges politisch selbstständigen Land Anhalt gab es seit 1872 Jahren ebenfalls ein Staatsarchiv in Zerbst, das nach Kriegszerstörung 1945 in das Schloss Oranienbaum verlegt und dem Magdeburger Archiv, das jetzt bis 1964 Landeshauptarchiv Magdeburg bzw. Sachsen-Anhalt hieß, nachgeordnet.
Das Landeshauptarchiv Sachsen-Anhalt entstand 2001 durch die Zusammenlegung des Landesarchivs Magdeburg – Landeshauptarchiv –, des Landesarchivs Merseburg und des Landesarchivs Oranienbaum, die erst 1993 durch Umstrukturierung des Landeshauptarchivs Sachsen-Anhalt bzw. durch Übernahme eines leergezogenen Archivgebäudes (Merseburg, DZA) gebildet worden waren. Am 11. Juli 2015 erfolgte nach der Novellierung des Archivgesetzes die Umbenennung in Landesarchiv Sachsen-Anhalt.
Bis 1993/94 gab es in Sachsen-Anhalt noch fünf weitere staatliche Archivstandorte, die zum Deutschen Zentralarchiv der DDR gehörten und sich in Merseburg, Coswig (Anhalt), Dornburg, Barby und Möckern befanden. Daneben war auch das Schloss Oranienbaum ein Archivstandort.
2016 trat das Landesarchiv Sachsen-Anhalt dem Kooperationsverbund „Digitale Archivierung Nord“ (DAN) bei und nutzt darüber die Software DIMAG zur digitalen Archivierung. 2018 folgte die Produktivsetzung des DIMAG in der Fachlichen Leitstelle E-LASA im DAN.
Seit 2021 gibt das Landesarchiv die Schriftenreihe QuellenNAH heraus, in der bislang neun Hefte erschienen sind.

## Personen

### Vorsteher, Direktoren bzw. Leiter

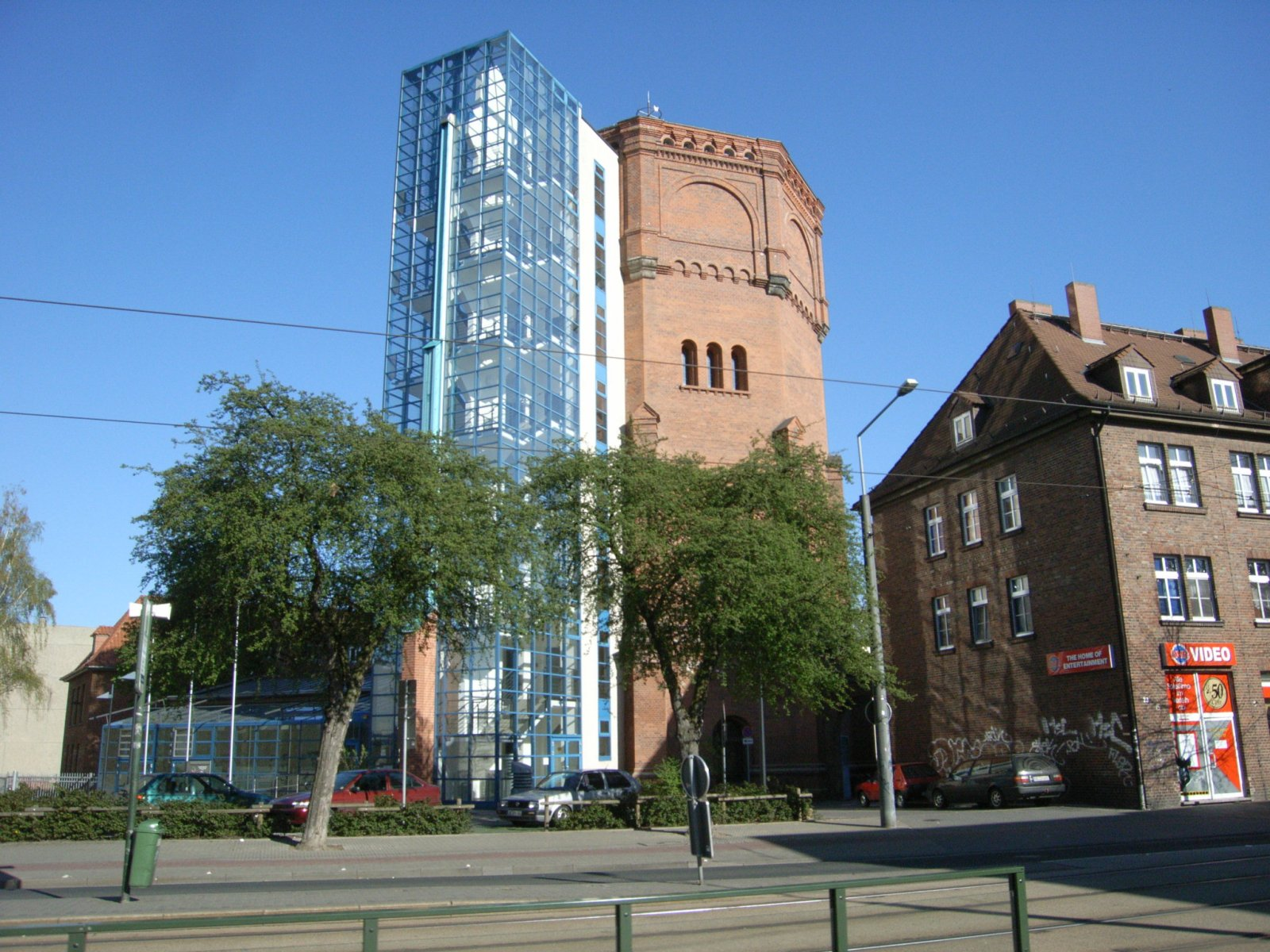
Abteilung Dessau

des Magdeburger Archivs:
- 1823–1857 Ludwig Stock
- 1858–1898 George Adalbert von MülverstedtAbteilung Merseburg

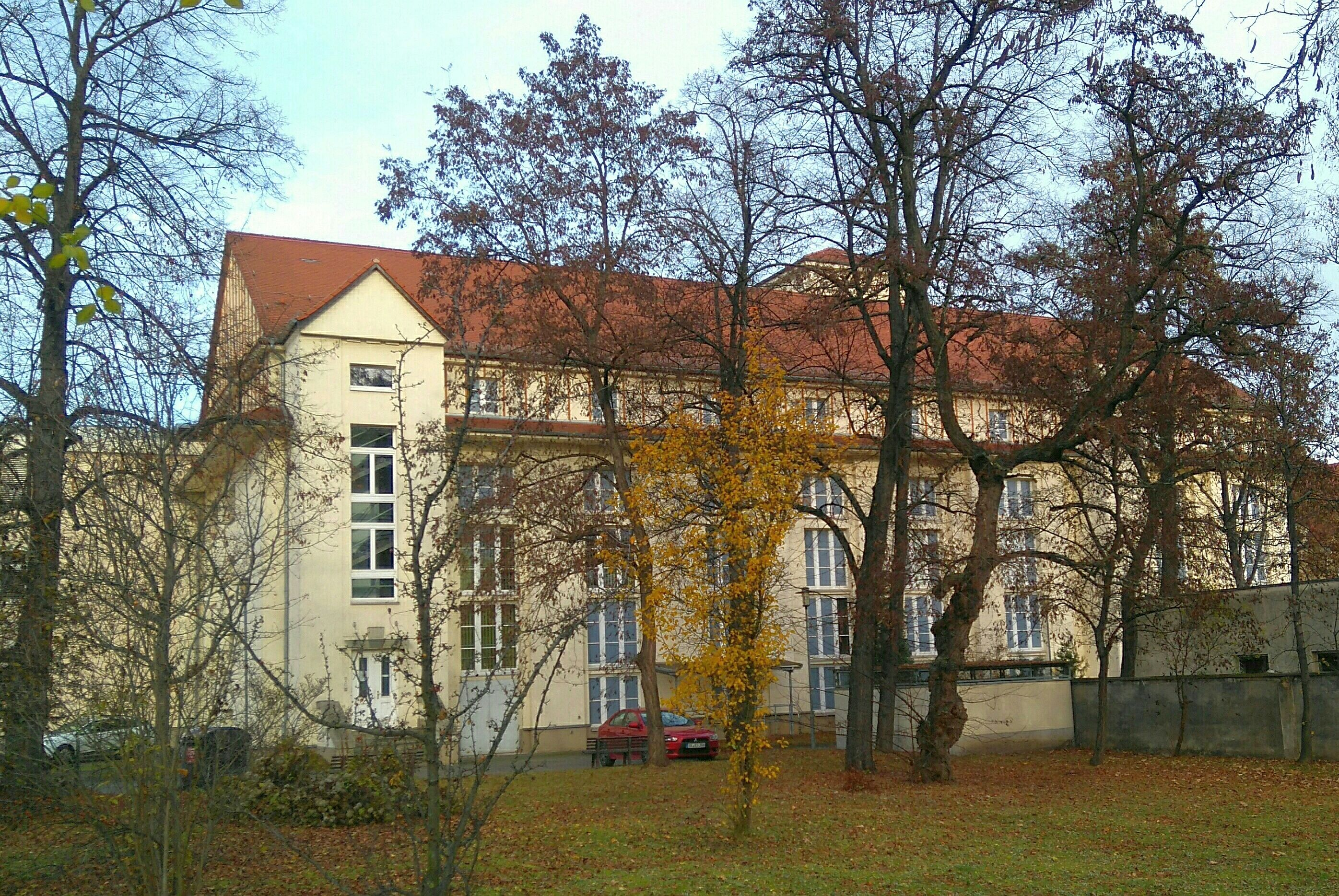
Abteilung Merseburg

- 1898–1906 Eduard Ausfeld
- 1906–1912 Georg Winter
- 1913–1923 Walter Friedensburg
- 1923–1945 Walter Möllenberg
- 1946–1948 Lotte Knabe
- 1948–1967 Hanns Gringmuth-Dallmer
- 1968–1990 Rudolf Engelhardt
- Abteilung Dessau1990–1999 Josef Hartmann
- 2000–2002 Karlotto Bogumil
- 2002–2017 Ulrike Höroldt
- seit 2017 Detlev Heiden

### Bekannte Archivare
- Von 1865 bis 1870: Karl Janicke (1829–1895)
- Von 1877 bis 1892: Felix Geisheim (1821–1892/1901)
- Von 1892 bis 1896: Georg Winter (1856–1912)
- Von 1897 bis 1912: Georg Liebe (1859–1912)
- Von 1898 bis 1900: Otto Merx (1862–1916)
- Von 1898 bis 1908: Felix Rosenfeld (1872–1917)
- von 1905 bis 1906: Eduard Reibstein (1875–1914)
- Von 1922 bis 1928: Hellmut Kretzschmar (1893–1965)
- Von 1928 bis 1938: Johannes Bauermann (1900–1987)
- Von 1931 bis 1936: Gottfried Wentz (1894–1945)
- Von 1936 bis 1943: Otto Korn (1898–1955)
- Von 1944 bis 1959: Berent Schwineköper (1912–1993)
- Von 1947 bis 1950: Walter Nissen (1908–1993)
- Von 1959 bis 1961: Manfred Kobuch (1935–2018)
- Von 1992 bis 1994: Brigitte Streich (* 1954)
- Von 1996 bis 1998: Dirk Alvermann (1965–2023)
- Von 2002 bis 2014: Dirk Schleinert (* 1966)
- Von 2008 bis 2016: Christoph Volkmar (* 1977)
- seit 2001: Ralf Lusiardi (* 1964)